# Roux

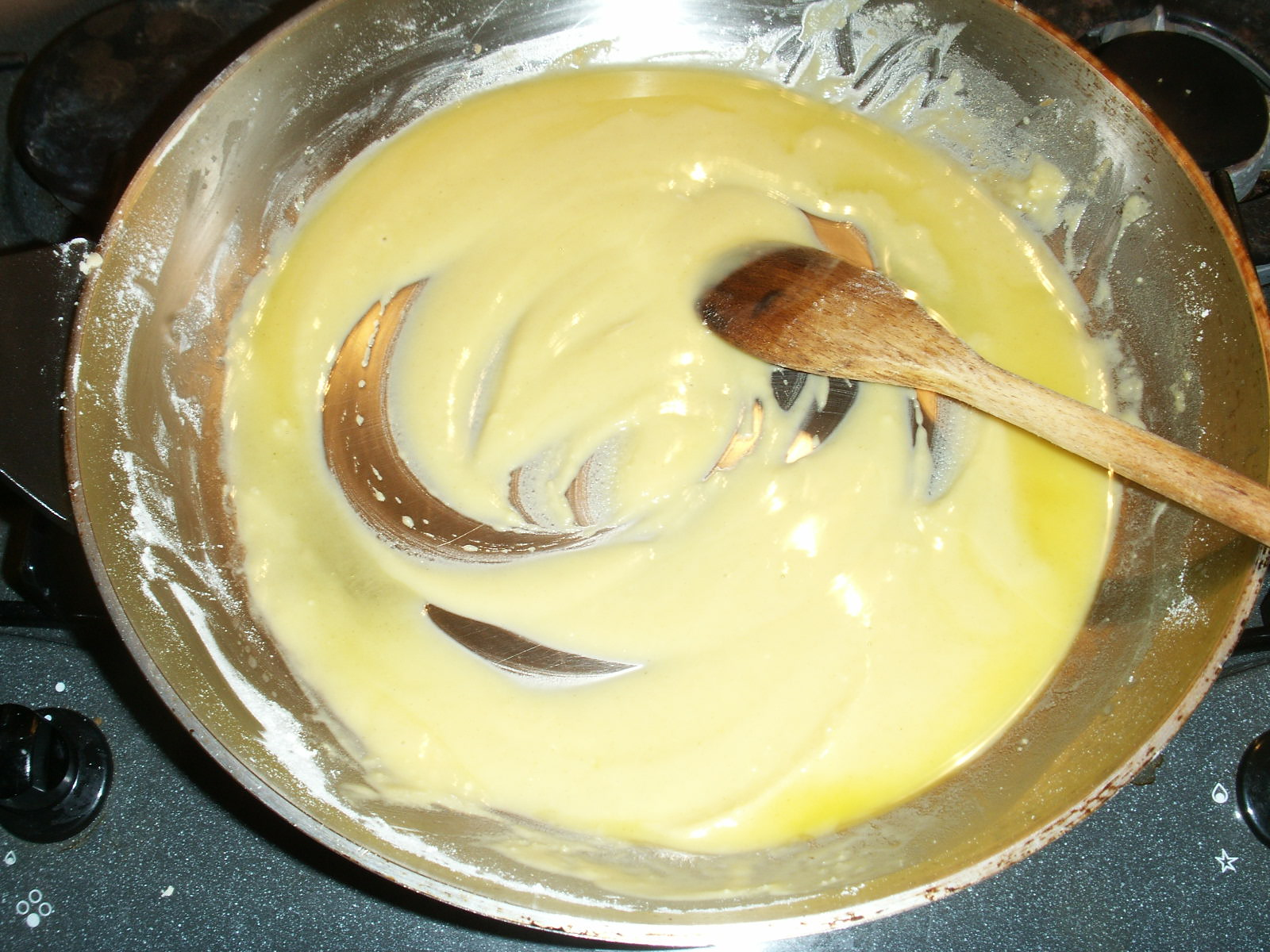
Roux blanco.

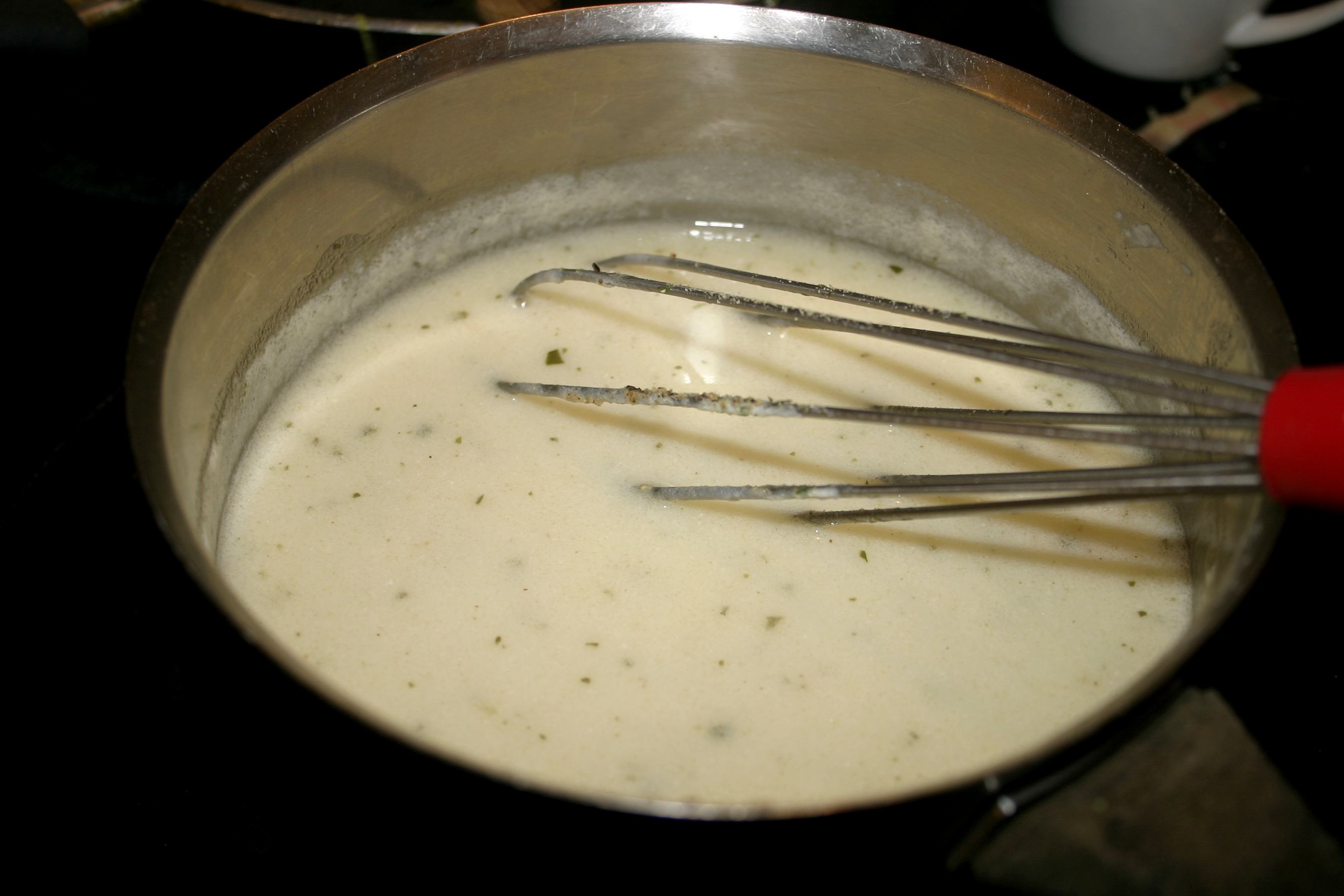
Salsa elaborada con roux blanco, caldo de pollo, vino blanco y nata.

Un roux (AFI: [ˈruː])  (o "grasoso" en América Latina [cita requerida]) es la mezcla de harina y grasa que se usa para ligar muchas de las salsas básicas: salsa bechamel, salsa española, salsa velouté y otras preparaciones. La grasa puede ser mantequilla, mantequilla clarificada, aceite de oliva, aceite vegetal, manteca de cerdo o de ave, y la harina suele ser de trigo pero puede ser de maíz. Es una salsa base para la elaboración de otras salsas más complejas, o incluso base para sopas o cremas.

## Elaboración
La elaboración es muy básica y depende de la aplicación final del roux. Consiste en derretir suavemente la manteca (por regla general es mantequilla aunque se emplea igualmente margarina o cualquier aceite vegetal) y agregar la harina lentamente hasta formar una mezcla homogénea y lisa. Se cocina el tiempo determinado de acuerdo al tipo de roux y lograr que el almidón contenido en la harina se transforme en dextrina, un componente que tiene la cualidad de ligar los líquidos., Para lograr una salsa, se moja el roux con algún líquido: agua, caldo, leche o vino. Técnicamente no hay disolución de la harina en la manteca en la preparación del roux, sólo se mezclan los dos componentes para que la harina no absorba en forma brusca la temperatura de los fluidos a ligar.

```

  

    

      

        
H

        
a

        
r

        
i

        
n

        
a

        
+

        
M

        
a

        
n

        
t

        
e

        
q

        
u

        
i

        
l

        
l

        
a

        
⟼

        
R

        
o

        
u

        
x

      

    

    
{\displaystyle Harina+Mantequilla\longmapsto Roux}

  

```

Es importante que al iniciar la ligazón la temperatura del fluido sea cercana a los 80 °C, donde el 'roux' se podrá disolver lentamente y sin formar grumos, llevándola luego a ebullición. Las salsas ligadas con roux no deberán cocinarse más de 30 minutos, para que la harina se suavice y deje una preparación más tersa. El tiempo mínimo para cocinar una preparación ligada con roux no debe ser inferior a los 12 minutos, que es el tiempo que tarda en coagular la harina. La mala práctica de los procedimientos de liga origina que la harina coagule antes de disolverse formando texturas indeseables. La coagulación es un proceso químico irreversible.

## Tipos de roux
El roux puede ser de tres tipos dependiendo de en qué momento se interrumpe la reacción de Maillard al añadir el líquido: 
- Roux claro o roux blanco: cocción de la mezcla mantequilla/harina 2-3 minutos. En la preparación de este roux se tiene cuidado para que la harina no tome color alguno. Se utiliza para ligar salsas blancas, como la bechamel.
- Roux rubio: cocción de la mezcla mantequilla/harina 4-5 minutos. Se remueve la mezcla en la sartén al fuego hasta que adopte un color dorado (debido a la reacción de Maillard).[7] Es utilizado en salsas claras, como la velouté. A veces se denomina también roux amarillo.
- Roux oscuro: cocción de la mezcla mantequilla/harina 6-8 minutos. Se remueve en la sartén hasta que la mezcla tenga un color tostado. Útil para ligar salsas oscuras, como la demi glace, que suelen acompañar carnes rojas. A veces se denomina también roux tostado o roux moreno.

## Proporción de roux en las salsas
La proporción de roux en la preparación de las salsas determinará la densidad final del preparado.
- Salsas ligeras: 100 g de roux por litro
- Salsas medianas: 130-150 g de roux por litro
- Salsas espesas: 150-200 g de roux por litro